# Pax-Gen
Pax-Gene (Abk. für Paired-box-Gene) kodieren für eine Familie von gewebespezifischen Transkriptionsfaktoren, die eine Paired-Domäne und normalerweise eine teilweise oder vollständige Homöodomäne enthalten. Auch ein aus acht Aminosäuren bestehendes, Oktapeptid genanntes Sequenzmotiv kann vorhanden sein.
Pax-Proteine sind im frühen Entwicklungsstadium von Tieren wichtig für die Differenzierung der Gewebe. Sie sind ebenfalls wichtig für die epimorphen Regeneration verlorengegangener Körperteile bei den Tieren, die dazu imstande sind.
Innerhalb der Klasse der Säugetiere gibt es vier wohldefinierte Gruppen von Pax-Genen:
- Pax-Gruppe 1 (Pax 1 und 9),
- Pax-Gruppe 2 (Pax 2, 5 und 8),
- Pax-Gruppe 3 (Pax 3 und 7)
- Pax-Gruppe 4 (Pax 4 und 6).

Orthologe Gene gibt es im gesamten Unterreich der vielzelligen Tiere. Eingehend untersucht wurde die ektopische Expression bei Drosophila unter Verwendung des Pax 6 von Mäusen. 2009 ist es Wissenschaftlern am Max-Planck-Institut für biophysikalische Chemie in Göttingen mit Hilfe von Pax 4 bei Mäusen   gelungen, Stammzellen der Bauchspeicheldrüse in insulinbildende beta-Zellen umzuwandeln. 
Das Pax-6-Gen wurde von Walter Gehring 1995 entdeckt.
Dieses ist bei folgenden Erkrankungen beteiligt:
- Aniridie
- Keratitis
- Makula-Hypoplasie
- Morning-Glory-Syndrom
- Peters-Anomalie
- Sehnerv-Hypoplasie